# Roucourt
Roucourt ist eine französische Gemeinde mit 456 Einwohnern (Stand: 1. Januar 2022) im Département Nord in der Region Hauts-de-France. Sie gehört zum Arrondissement Douai und zum Kanton Aniche. Die Einwohner werden Roucourtois und Roucourtoises genannt.

## Geographie
Die Gemeinde Roucourt liegt im Nordfranzösischen Kohlerevier, etwa sechs Kilometer südöstlich von Douai in der Landschaft Ostrevent. Umgeben wird Roucourt von den Nachbargemeinden Guesnain im Norden, Lewarde im Nordosten und Osten, Erchin im Südosten, Cantin im Süden sowie Dechy im Westen.

## Bevölkerungsentwicklung
| Jahr      | 1962 | 1968 | 1975 | 1982 | 1990 | 1999 | 2006 | 2012 | 2021 |
| Einwohner | 336  | 308  | 292  | 297  | 335  | 369  | 374  | 427  | 457  |

## Sehenswürdigkeiten
- Kirche Saint-Amand, Ziegelbau aus dem Jahr 1883
- Schloss Roucourt aus dem Jahr 1765 mit Park
- Zahlreiche Bauernhöfe aus dem 18. und 19. Jahrhundert
- Grube Roucourt der Bergbaugesellschaft von Aniche
- Obelisk von Roucourt, um 1818 errichtet
- Kapelle Sainte-Anne aus dem 19. Jahrhundert
- Kapelle La Vierge-Immaculée

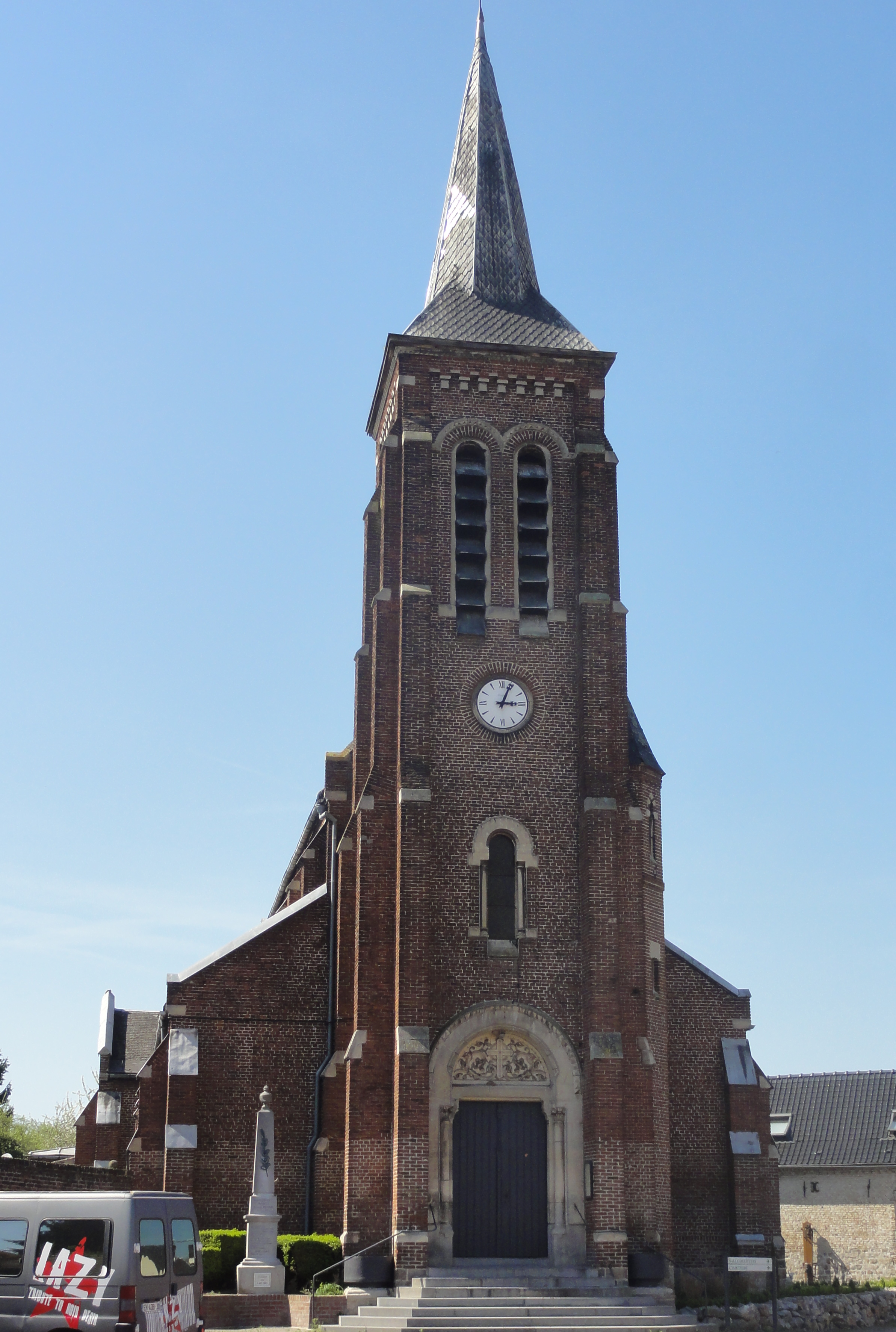
Kirche Saint-Amand
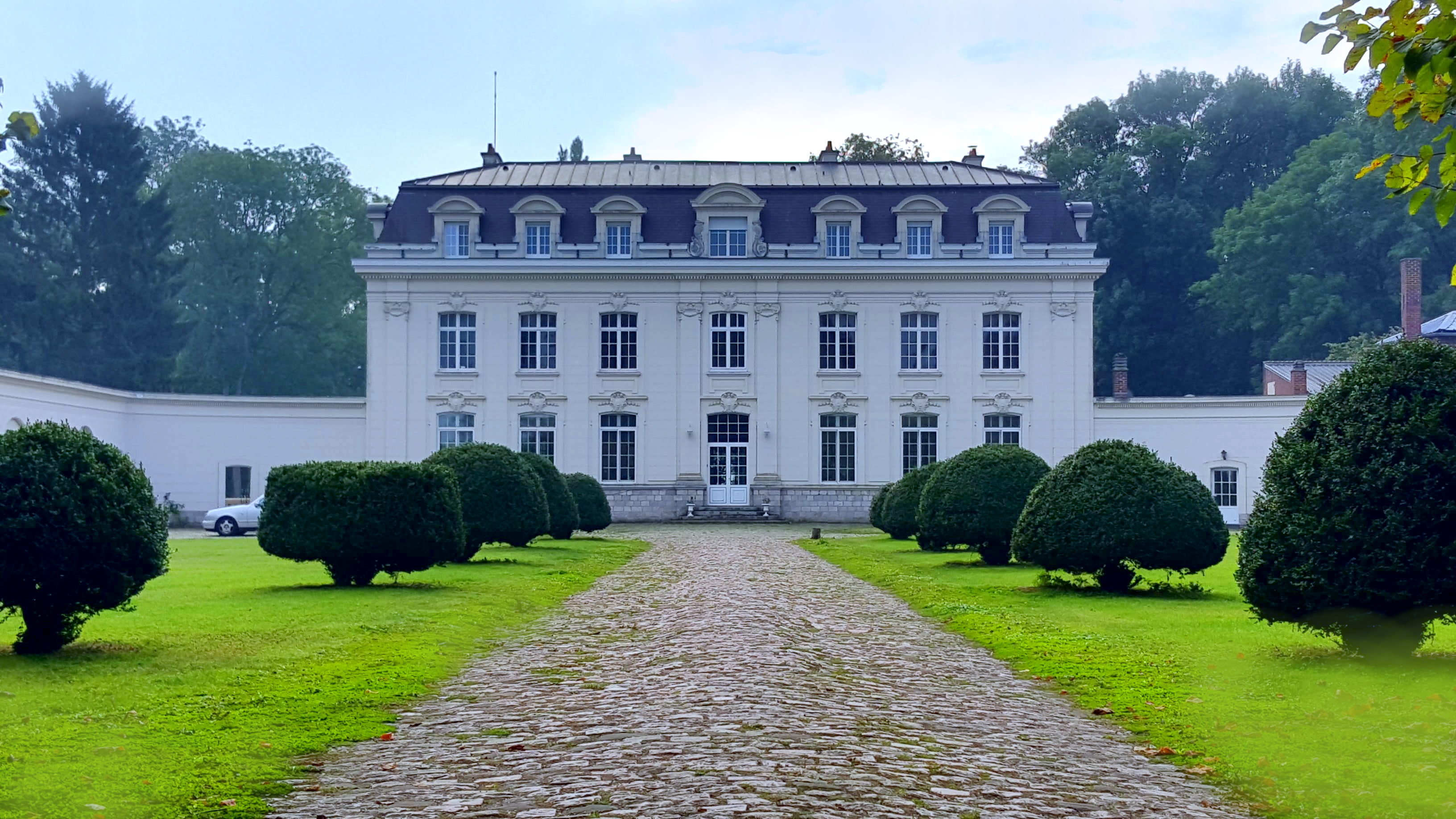
Schloss Roucourt
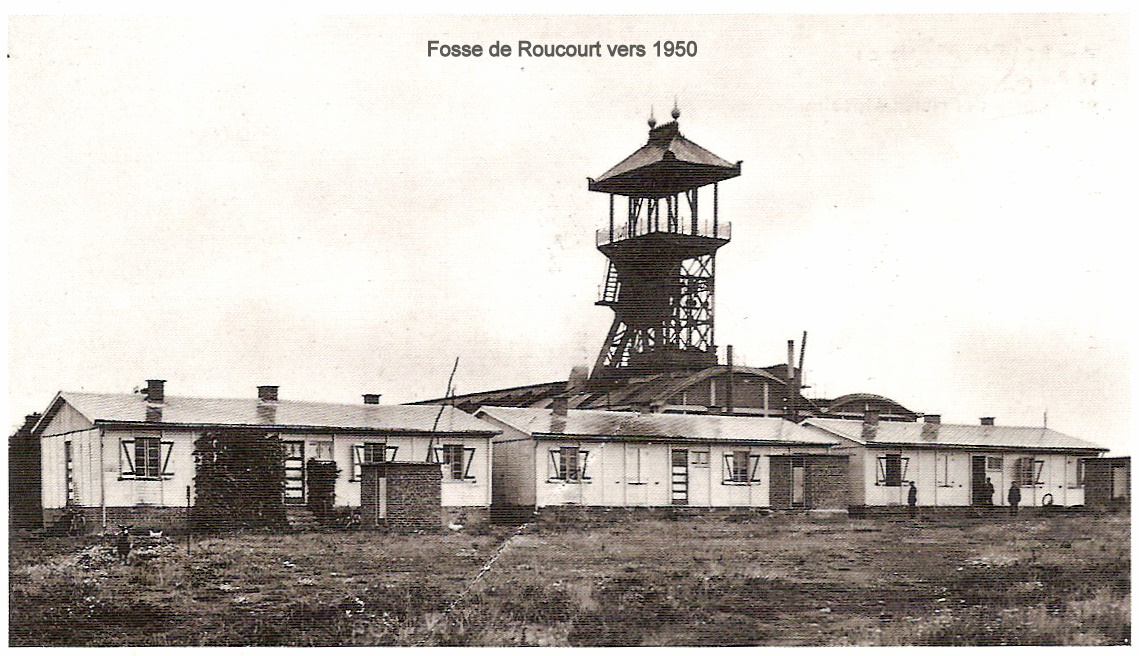
Grube Roucourt gegen 1950
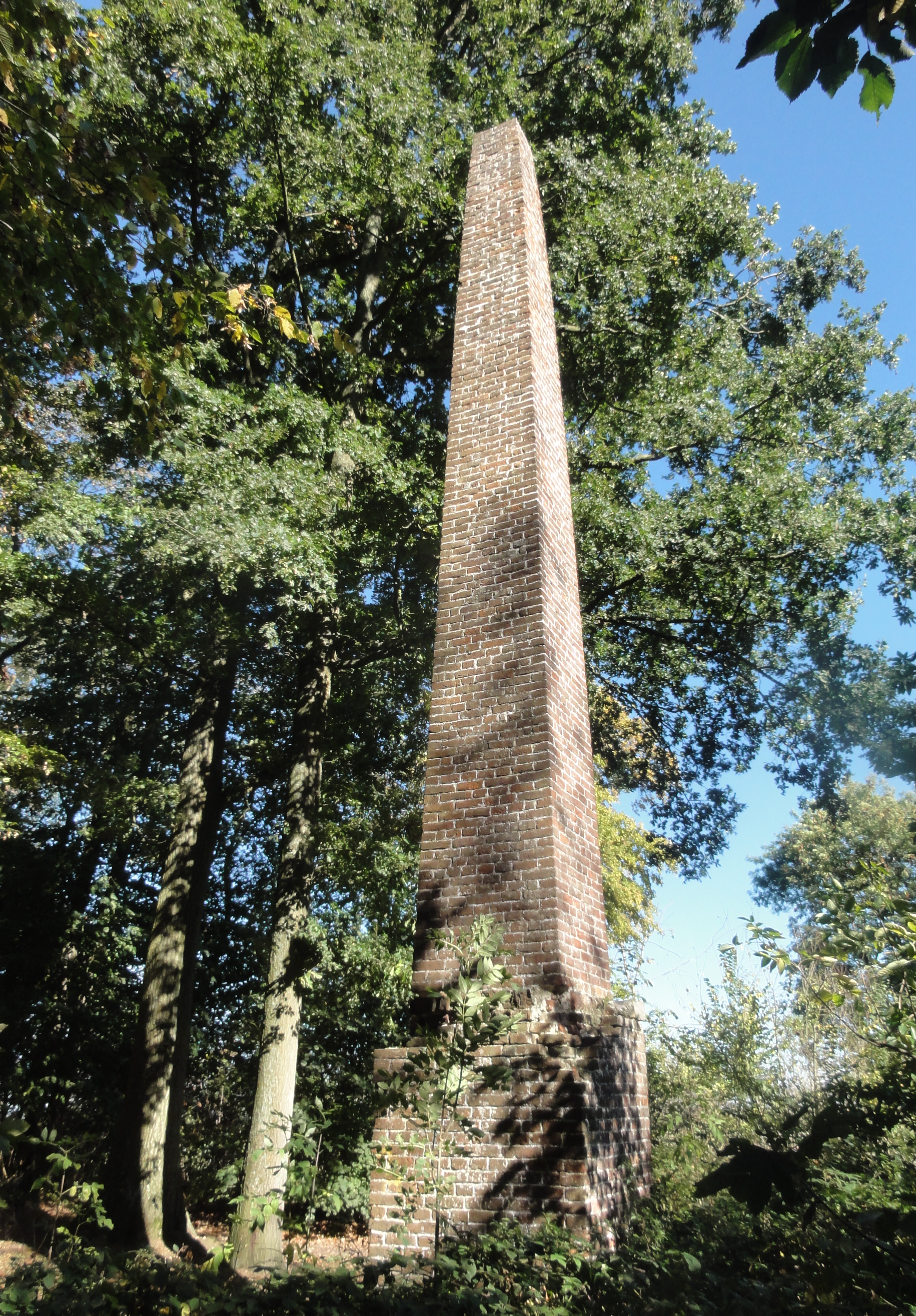
Obelisk von Roucourt
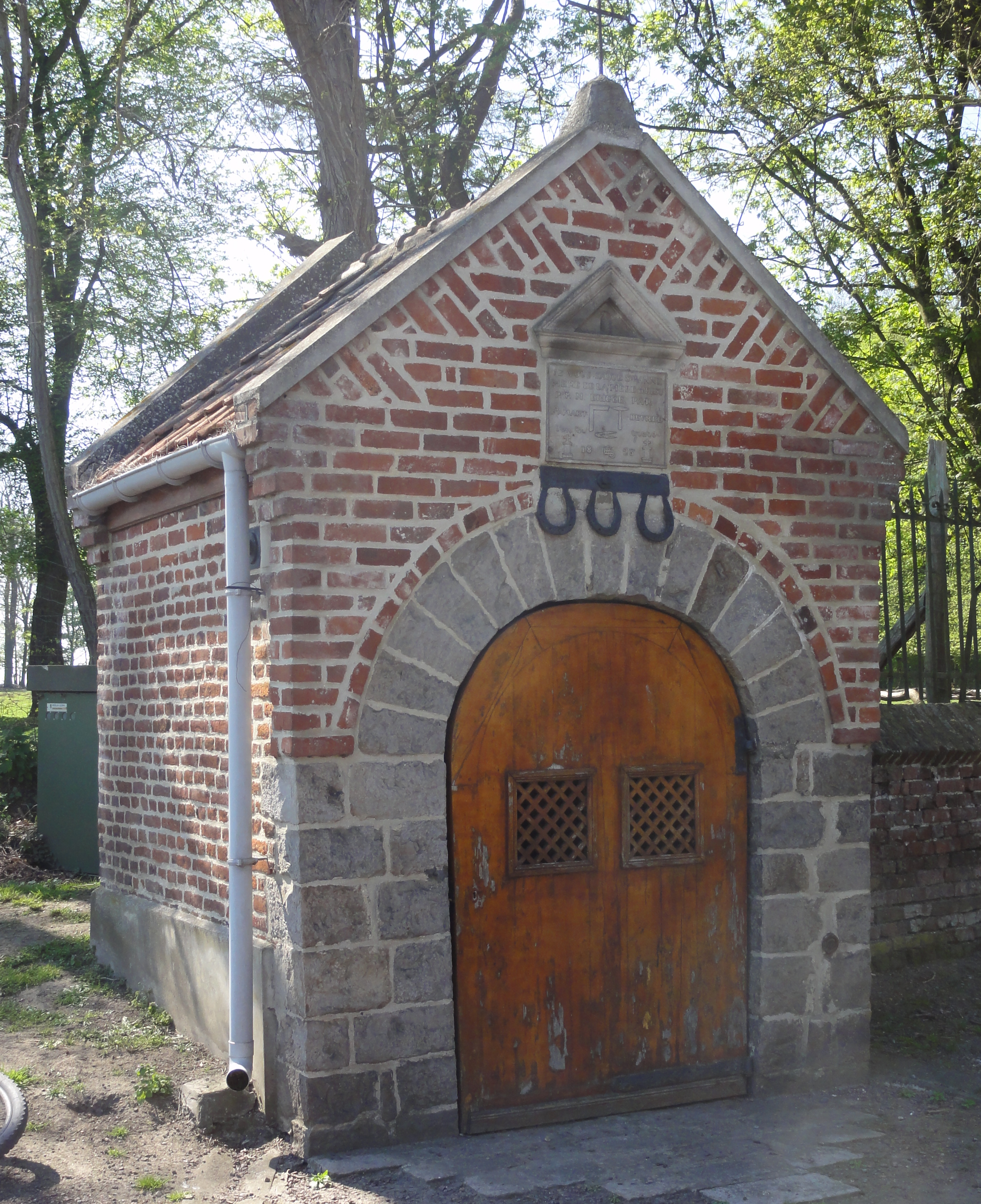
Kapelle Sainte-Anne
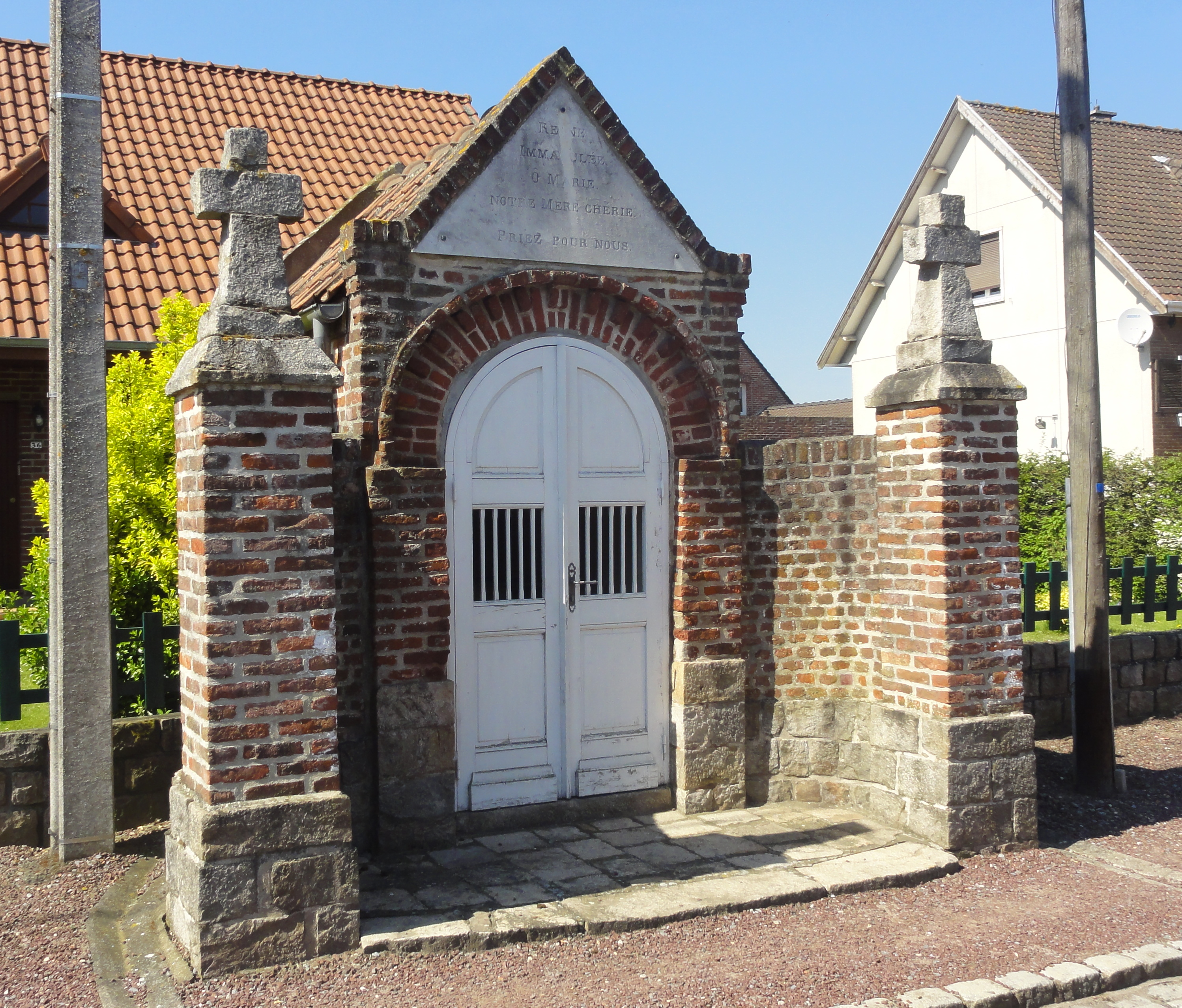
Kapelle La Vierge-Immaculée